# Pike megye (Illinois)
Pike megye az Amerikai Egyesült Államokban, azon belül Illinois államban található. Megyeszékhelye és legnagyobb városa Pittsfield. Lakosainak száma 14 739 fő (2020. április 1.). Pike megye Adams, Calhoun, Pike, Marion, Ralls, Brown, Morgan, Scott és Greene megyékkel határos.

## Népesség
A megye népességének változása:
| Lakosok száma | 16 400 | 16 384 | 16 276 | 16 150 | 15 989 | 14 739 |
|               | 2010   | 2011   | 2012   | 2013   | 2015   | 2020   |